# Ozero Okono
Ozero Okono (ryska: Озеро Оконо) är en sjö i Belarus.   Den ligger i voblasten Vitsebsks voblast, i den norra delen av landet, 120 km nordost om huvudstaden Minsk. Ozero Okono ligger 150 meter över havet. Arean är 3,8 kvadratkilometer. Den sträcker sig 2,9 kilometer i nord-sydlig riktning, och 2,0 kilometer i öst-västlig riktning.
I omgivningarna runt Ozero Okono växer i huvudsak blandskog. Runt Ozero Okono är det ganska glesbefolkat, med 22 invånare per kvadratkilometer.